# Matija Gubica
Matija Gubica, hrvatski međunarodni rukometni sudac.

## Igračka karijera
Igrao je u 1. Hrvatskoj rukometnoj ligi igrajući za Osijek, kao i kolega mu iz sudačkog para Boris Milošević. Kakvoćom je bio dobar klupski igrač. Aktivna igračka karijera trajala mu je desetak godina.

## Sudačka karijera
Za sudački poziv su se sasvim slučajno odlučili. Predsjednik tadašnjeg Zbora rukometnih sudaca Osijek, Ivo Pranjić, pozvao je njega i kolegu mu Borisa Miloševića i odlučili su se okušati kao suci. O trenerskoj karijeri nisu razmišljali jer su onda bili premladi za trenerski poziv. Sudački ispit položio je 1999. godine.
Sudio je na velikim športskim natjecanjima u paru sa sudcem Borisom Miloševićem i najbolji su svjetski sudački par. Sudio je na svjetskim prvenstvima u rukometu u Hrvatskoj 2009., Španjolskoj 2013., Kataru 2015. godine. Sudio na Europskom prvenstvu u Hrvatskoj 2018., gdje su izborili čast suditi završnicu. Još veće priznanje dobio je na svjetskom prvenstvu 20109. u Danskoj i Njemačkoj, gdje je u paru sa svojim kolegom Borisom Miloševićem dobio povjerenje suditi zahtjevnu poluzavršnicu između domaćina Danske i aktualnog svjetskog prvaka Francuske i zatim i završnu utakmicu prvenstva.
Sudio je i na finalu Svjetskog prvenstva za rukometašice 2011. u Brazilu između Norveške i Francuske, na europskim prvenstvima od 2014. do danas te na Olimpijskim igrama u Londonu 2012. godine. Sudio je dvaput završnicu Lige prvakinja. Gubica i Milošević jedini su svjetski sudački par koji je sudio na istom prvenstvu poluzavršnicu i završnicu, i to dvaput, na ženskom SP-u i na muškom SP-u.